# T.I.R.
A T.I.R. (Due assi per un Turbo) 1984-től 1987-ig készült, 1987-ben bemutatott olasz–magyar filmsorozat, amely két kamionos életét mutatja be. Az epizódok mind önálló történeteket mesélnek el, nem épülnek egymásra. A főszereplő két olasz kamionvezető, Franco és Giovanni.
A kamionjuk egy korabeli Iveco Turbostar, hívóneve Vörös Rák.
További állandó szereplők: Orazio, a szállítmányozó cég elnöke és Gio, a lánya.
- Rendező: Stelvio Massi, a Magyarországon készült részeknél Mihályfy Sándor
- Író: Cristiana Ambrosetti
- producer: Jacopo Capanna, Giuseppe Perugia, Salusinszky Miklós
- zeneszerző: Detto Mariano, hegedűn közreműködik: Mario Renzi

## Szereplők

### Állandó szereplők
| Szereplő | Színész           | Magyar hang                           |
| -------- | ----------------- | ------------------------------------- |
| Giovanni | Christian Fremont | Józsa Imre 1-4., Harsányi Gábor 5-12. |
| Franco   | Renato d'Amore    | Vajda László                          |
| Gio      | Alba Mottura      | Détár Enikő                           |
| Orazio   | Philippe Leroy    | Rajhona Ádám                          |

### Epizódszereplők
| Szereplő                         | Színész              | Magyar hang            | Epizód |
| -------------------------------- | -------------------- | ---------------------- | ------ |
| Stella                           | Siria Lentini        | Ábel Anita             | 1.     |
| apa                              | Giacomo Pierno       | Versényi László        | 1.     |
| anya                             | Horváth Mária        | Borbás Gabi            | 1.     |
| „Kockás”                         |                      | Huszár László          | 1.     |
| teherautósofőr                   | Salinger Gábor       |                        | 1.     |
| falubeli nő                      | Bakó Márta           |                        | 1.     |
|                                  | Bakay Lajos          |                        | 1.     |
|                                  | Haraszin Tibor       |                        | 1.     |
|                                  | Szabó Imre           |                        | 1.     |
| Sohoto                           | Christina Panteleon  | Ráckevei Anna          | 2.     |
| II. világháborús veterán         |                      | Benkő Gyula            | 2.     |
| gengszterfőnök                   |                      | Inke László            | 3.     |
| Sandra                           | Andrea Nicole        | Kovács Nóra            | 4.     |
| Guido                            | Claudio de Pasqualis | Sinkovits-Vitay András | 4.     |
| Holstein                         | Donnert Antal        |                        | 5.     |
| Joinson                          | Tyll Attila          |                        | 5.     |
| Joinson                          | Szacsvay László      |                        | 5.     |
| Joinson                          | Andorai Péter        |                        | 5.     |
| Nő                               | Hernádi Judit        |                        | 5.     |
| gyémántrabló                     | Csurka László        |                        | 5.     |
| gyémántrabló                     | Hunyadkürti István   |                        | 5.     |
| bandavezér                       | Bárdy György         |                        | 5.     |
|                                  | Bencze Ferenc        |                        | 5.     |
|                                  | Pintér Tamás         |                        | 5.     |
|                                  | Kozák László         |                        | 5.     |
| professzor                       | Renato Montalbano    | Bárány Frigyes         | 6.     |
| Franzi                           | Giulio Scarpati      | Rátóti Zoltán          | 7.     |
| Christina                        | Antonella Fattori    | Vándor Éva             | 7.     |
| pap                              | Ambrus András        |                        | 7.     |
| Regina                           | Pádua Ildikó         |                        | 7.     |
| bandita                          | Vogt Károly          |                        | 7.     |
| rendőr                           | Mezey Lajos          |                        | 7.     |
| Törpe                            | Szakács Géza         | Szokol Péter           | 7.     |
|                                  | Piroch Gábor         |                        | 7.     |
| Nicola                           | Gera Zoltán          |                        | 8.     |
| Vologya                          | Usztics Mátyás       |                        | 8.     |
| idős Szvetlana                   | Temessy Hédi         |                        | 8.     |
| fiatal Szvetlana/Szvetlana lánya | Hegyi Barbara        |                        | 8.     |
| múzeumigazgató                   | Mikó István          |                        | 8.     |
| Pelogeja                         | Zsurzs Kati          |                        | 8.     |
| Áron                             | Horváth László       |                        | 8.     |
|                                  | Herczeg Csilla       |                        | 8.     |
| pénztáros                        | Győri Ilona          |                        | 8.     |
|                                  | Lengyel Erzsi        |                        | 8.     |
| Szása                            | Galgóczy Imre        |                        | 8.     |
|                                  | Tallós Rita          |                        | 8.     |
| fiatal Orazio                    | Zsótér Sándor        |                        | 8.     |
| Bálint                           | Gáspár Sándor        |                        | 9.     |
| Dávid                            | Kaszás Attila        |                        | 9.     |
| rendőrfőnök                      | Kállai Ferenc        |                        | 9.     |
| Verekedő                         | Forgács Péter        |                        | 9.     |
| Verekedő                         | Incze József         |                        | 9.     |
| pincérnő                         | Balogh Erika         |                        | 9.     |
| Apa                              | Koltai Róbert        |                        | 9.     |
| Anya                             | Pogány Judit         |                        | 9.     |
| János                            | Orosz István         |                        | 9.     |
| Horváth doktor                   | Bitskey Tibor        |                        | 9.     |
| Férfi                            | Gáti Oszkár          |                        | 9.     |
| Férfi                            | Fonyó József         |                        | 9.     |
| kamionsofőr                      | Polgár Géza          |                        | 9.     |
|                                  | S. Tóth József       |                        | 9.     |
| Von Reber báró                   | William Berger       | Tolnai Miklós          | 10.    |
| Oreste                           | Adolfo Celi          | Képessy József         | 11.    |
| Róza                             | Inge Prinz           | Feleki Sári            | 12.    |

## Epizódok
Az első hazai sugárzásnál nem az eredeti sorrendben mutatták be az epizódokat. Magyarországon elsőként a "Von Reber báró" című 10. részt sugározták 1988. május 23-án.
- 1. rész: A potyautas (57') (1988.12.29.)
- 8. rész: Viaggio con Stella (1987.05.05.)

Stella Nápolyból Budapestre szeretne utazni, s a legjobb megoldásnak az tűnik, ha elbújik egy Budapestre tartó kamionban. Elképzelését tett követi: Stella titokban felszáll a sorozat két főhőse, Franco és Vanni kamionjára. A rendkívül talpraesett kislány kezdetben nagyon megviseli "vendéglátóit", később azonban összebarátkoznak egymással.
- 2. rész: Robinson (60') (1989.01.10.)
- 4. rész: Robinson Crusoé (1987.04.08.)

Franco és Vanni, több más kamionossal együtt segélyszállítmányt visz Afrikába, az éhező lakosságnak. Ott egy új fuvart vállalnak a dzsungelen át, ahol egy szép fiatal lány kalauzolja őket. Ám eltévednek és komoly bajba kerülnek.
- 3. rész: Aki megáll, elveszett (58') (1989.03.17.)
- 1. rész: Chi si ferma è perduto! (1987.03.11.)

Mielőtt Franco és Vanni következő útjára indult volna a kamionnal, valakik kicserélték a kocsin levő konténert. Ezzel egyidejűleg álarcosok elrabolták Orazio lányát, Giót. Ezt követően Francoék a kamionban telefonhívást kapnak, a konténer kicserélői - akik egyben Gio elrablói is - utasításokat adnak. Valamilyen módon Francóéknak a rendőrséget értesíteniük kell…
- 4. rész: Párizs-Dakar (55') (1989.04.25.)
- 9. rész: Parigi Dakar (1987.05.20.)

Franco és Vanni azt tervezik, hogy beneveznek a híres Párizs - Dakar autóversenyre. A versenyen Gio is részt akar venni Pandájával. Egy banda azonban kinézi magának hőseink kamionját, amelyre egy rakétát szerelnek, azzal a céllal, hogy a kamionosok majd elviszik a "szállítmányt" Dakarba, anélkül hogy tudnának róla.
- 5. rész: Esmeralda (58') (1989.05.16.)
- 10. rész: Esmeralda (1987.05.27.)

Franco és Vanni ezúttal egy cirkuszi elefántot szállít Magyarországra. A 3500 kilós állat neve Esmeralda. A "hölgyet" megrendelő cirkusz igazgatóját időközben azonban csalás miatt három évre lecsukják, s Esmeralda a nyakukon marad. Eközben egy új fuvarért mennek, ahol egy gyémántot kapnak, amelyet bűnözők is meg akarnak szerezni.
- 6. rész: Szahara (59') (1989.07.07.)
- 11. rész: Sahara (1987.06.03.)

Franco és Vanni egy arab országba érkezik. Itt, a helyi bazárban egy olasz ismerősük kitűnő fuvart szerez nekik. Gyógyszerek, gyógyászati segédeszközök szállításáról van szó…a Szaharán át. A szállítmány címzettje egy nomád törzs, amely háborúban áll egy másik törzzsel. Az út során kiderül, hogy valójában nem gyógyszereket, hanem fegyvereket szállítanak.
- 7. rész: Derült égből villámcsapás (54') (1989.08.11.)
- 7. rész: Colpo di fulmine (1987.04.29)

Franco és Vanni ezúttal 42 ezer tyúkot szállít kamionnal Magyarországra. Útjuk azonban most sem zavartalan: egy szökött rab fegyverrel kényszeríti őket, hogy hazavigyék.
- 8. rész: Gogol tér három (59') (1989.09.16.)
- 3. rész: Piazza Gogol N° 5 (1987.04.01.)

Giovannit kisebb baleset éri Kijevben, s így Oraziónak kell kimennie a kamionért. Szívesen teszi, mivel - annak ellenére, hogy a II. világháború idején járt ott - kedves emlékei fűződnek Ukrajnához, főképp egy lányhoz, aki akkoriban Kijevben élt. Most elhatározza, megkeresi egykori szerelmét.
- 9. rész: Vészhelyzet (60') (1989.11.25.)
- 5. rész: Situazione di emergenza (1987.04.15.)

Franco és Vanni verekedésbe keveredik egy magyarországi étteremben és letartóztatják őket. Az ügy tisztázására Orazio és Gio Magyarországra utazik. A rendőrség a kamiont elengedi, de a fiúkat ott tartja. A kocsit hazaszállító Orazio útközben kisebb infarktust kap és kórházba szállítják. A járművet Gio vezeti tovább, a magyar kamionosok önzetlen segítségétől kísérve.
- 10. rész: Von Reber báró (57') (1988.05.23.)
- 2. rész: Il Barone Von Reber (1987.03.25.)

Franco és Vanni technikai berendezéseket szállít a sívilágbajnokságra, a svájci St. Moritzba. Útközben, az egyik pihenőhelynél furcsa dolog történik velük: egy elhagyott háznál egy különös pár átad nekik egy táskában 4 millió svájci frankot, majd az illetők dühösen továbbhajtanak.
- 11. rész: Aki elsőnek érkezik (52') (1989.12.13.)
- 6. rész: Chi primo arriva (1987.04.22.)

Orazio lábtöréssel kórházba kerül, és azzal vádolja egy konkurens cég sofőrjeit, hogy szándékosan okozták a balesetet. Ekkor kitör a könyörtelen konkurenciaharc a két cég között.
- 12. rész: A vörös turbános férfi (62') (1990.01.06.)
- 12. rész: L'uomo dal turbante rosso (1987.06.28.)

Róza asszony egy locarnói kiállításra készíti elő Jan Van Eyck festményét, a Vörös turbános férfit. Egy műkereskedőnek megtetszik a kitűnően sikerült másolat és 10 ezer frankot ajánl fel érte, ha az asszony kicseréli az eredetivel.

## Külső hivatkozások
- IMDB
- TIR – a klasszikussá vált filmsorozat – hungarocamion.hu 2018.02.11.